# ریکاردو بوسکولو چیو
ریکاردو بوسکولو چیو (انگلیسی: Riccardo Boscolo Chio؛ زادهٔ ۶ ژوئیهٔ ۲۰۰۲) بازیکن فوتبال اهل ایتالیا است.
وی همچنین در تیم‌های ملی فوتبال زیر ۱۷ سال ایتالیا و زیر ۱۸ سال ایتالیا بازی کرده‌است.